# Nadie duerme en el bosque esta noche 2
Nadie duerme en el bosque esta noche 2 (en polaco, W lesie dziś nie zaśnie nikt 2) es una película de terror sobrenatural y slasher de 2021, siendo una secuela a Nadie duerme en el bosque esta noche. Una vez más, está dirigida por Bartosz M. Kowalski y escrita por Bartosz M. Kowalski y Mirella Zaradkiewicz. Julia Wieniawa-Narkiewicz, Wojciech Mecwaldowski, Izabela Dabrowska y Michal Zbroja retoman sus papeles, mientras que Mateusz Wieclawek y Zofia Wichlacz son los nuevos protagonistas.

## Argumento
Adam Adamiec un joven oficial de policía solitario se presenta en la estación donde labora con su jefe el Sargento Waldek Gwizdalun quien le informa su más reciente caso: el arresto de un par de hermanos gemelos deformes que de acuerdo al testimonio de la adolescente Zosia fueron responsables de la muerte de varios de sus amigos en un campamento cercano del que solo ella logró escapar con vida. Como no hay mucha claridad sobre los crimines; Waldek se compromete a escoltar a Zosia a la cabaña de los asesinos para investigar lo ocurrido y deja a cargo a Adam hasta su regreso. 
A su llegada a la cabaña Waldek se separa momentáneamente de Zosia para usar la letrina y mientras ella lo espera parte del meteorito que mutó a los gemelos se abre y libera una sustancia que muta a Zosia en una mutante como los gemelos y de esta forma ella asesina a Waldek cuando regresa a la cabaña. Más tarde Adam y su compañera Wanessa intentan comunicarse con el sargento, pero al no recibir respuesta por sugerencia del primero acaban viajando a la cabaña solo para descubrir al lugar destrozado y el cadáver de Waldek. Como no saben que hacer Wanessa contacta a dos cazadores llamados Mariusz y Slawek para que los ayuden a defenderse del asesino del sargento sin embargo, los cuatro se ven forzados a refugiarse en el campamento abandonado debido a que Slawek se apunta por accidente sus manos con una trampa para osos. 
En una de las cabañas el cuarteto se topa con una prostituta asustada llamada Janeczka quien les revela que alguien asesino a su acompañante Oliwier afuera de la cabaña antes de que todos llegaran. Las tensiones entre los sobrevivientes se intensifican cuando se enteran de que Slawek se ha desangrado y debaten como escapar hasta que Adam los motiva a trabajar juntos para sobrevivir. El grupo idea un plan para emboscar a Zosia al usar a Janeczka como carnada. No obstante Zosia se anticipa al plan, mata a Mariausz y a Janeczka lo que obliga a Adam y Wanessa a refugiarse en la cabaña, conforme los dos discuten que hacer, Zosia irrumpe en la cabaña para atacarlos. Adam intenta dispararle pero al ser incapaz, es abandonado a su suerte por Wanessa que lo empuja hacia Zosia y escapa hacia la estación de policía con una ambulancia que había sido atacada por Zosia antes de la llegada de los policías. 
Zosia utiliza una especie de aguijón en su garganta para infectar a Adam con la misma sustancia del meteorito y así transformarlo en un mutante como ella. Adam ahora capaz de comunicarse con ella en un idioma que solo entienden, le pregunta qué le hizo, a lo que ella responde que son monstruos infectados por una maldad proveniente de la luna y trata de convencerlo de unirse a ella a asesinar personas pues ya no se considera humana y cree que el mundo no ha sido bueno con ella. Aunque en un principio Adam tiene sus dudas al confirmar con Zosia que ahora tiene su misma fuerza el sigue su consejo de asesinar a quien quiera y juntos van a la casa de un abusivo hombre al que Adam desprecia por maltratar a su perro mascota. Tras eliminar al hombre, Zosia lo acepta como su pajera y los dos hacen el amor, Adam le pregunta porque lo eligió y ella le responde que al verlo sintió que eran parecidos. Adam le agradece por enseñarle su lugar en el mundo y juntos se dirigen a la estación de policía para liberar a los gemelos dado que Zosia espera provocar el apocalipsis con su ayuda. 
En la estación Zosia y Adam abren la celda de los gemelos, pero ambos se rehúsan a escapar pese a sus insistencias, Wanessa aparece para defenderse usando una metralleta y les arroja una granada que no se activa, Zosia le pide a Adam eliminar a Wanessa. Como Adam titubea, una frustrada Zosia le arranca la cara a Wanessa y le aplasta varias veces su cabeza concluyendo que es un cobarde y se va de la estación antes de ser arrollada por varios camiones blindados de las fuerzas especiales que toman a Adam bajo custodia mientras uno de los gemelos activa accidentalmente la granada, matando a ambos y destruyendo la comisaría. Adam es entonces llevado a un laboratorio donde es sometido a diferentes pruebas como un conejillo de indias.

## Reparto
- Mateusz Wieclawek como Adam Adamiec
- Zofia Wichlacz como Wanessa Kowalczyk
- Julia Wieniawa-Narkiewicz como Zosia Wolska
- Wojciech Mecwaldowski como Oliwier
- Sebastian Stankiewicz como Mariusz
- Andrzej Grabowski como Sargento Waldek Gwizdałun
- Lech Dyblik como Janusz
- Izabela Dabrowska como Janeczka
- Robert Wabich como Slawek
- Michal Zbroja como Gemelo #1/Gemelo #2